# Église Saint-Pierre de Vievy-le-Rayé
Pour les articles homonymes, voir Église Saint-Pierre.
L'église Saint-Pierre est une église catholique du XIIe siècle située à Vievy-le-Rayé, en France.

## Localisation
L'église est située dans le département français de Loir-et-Cher, sur la commune de Vievy-le-Rayé.

## Historique
L'édifice est inscrit au titre des monuments historiques en 2007.